# Istituto elettrotecnico nazionale Galileo Ferraris

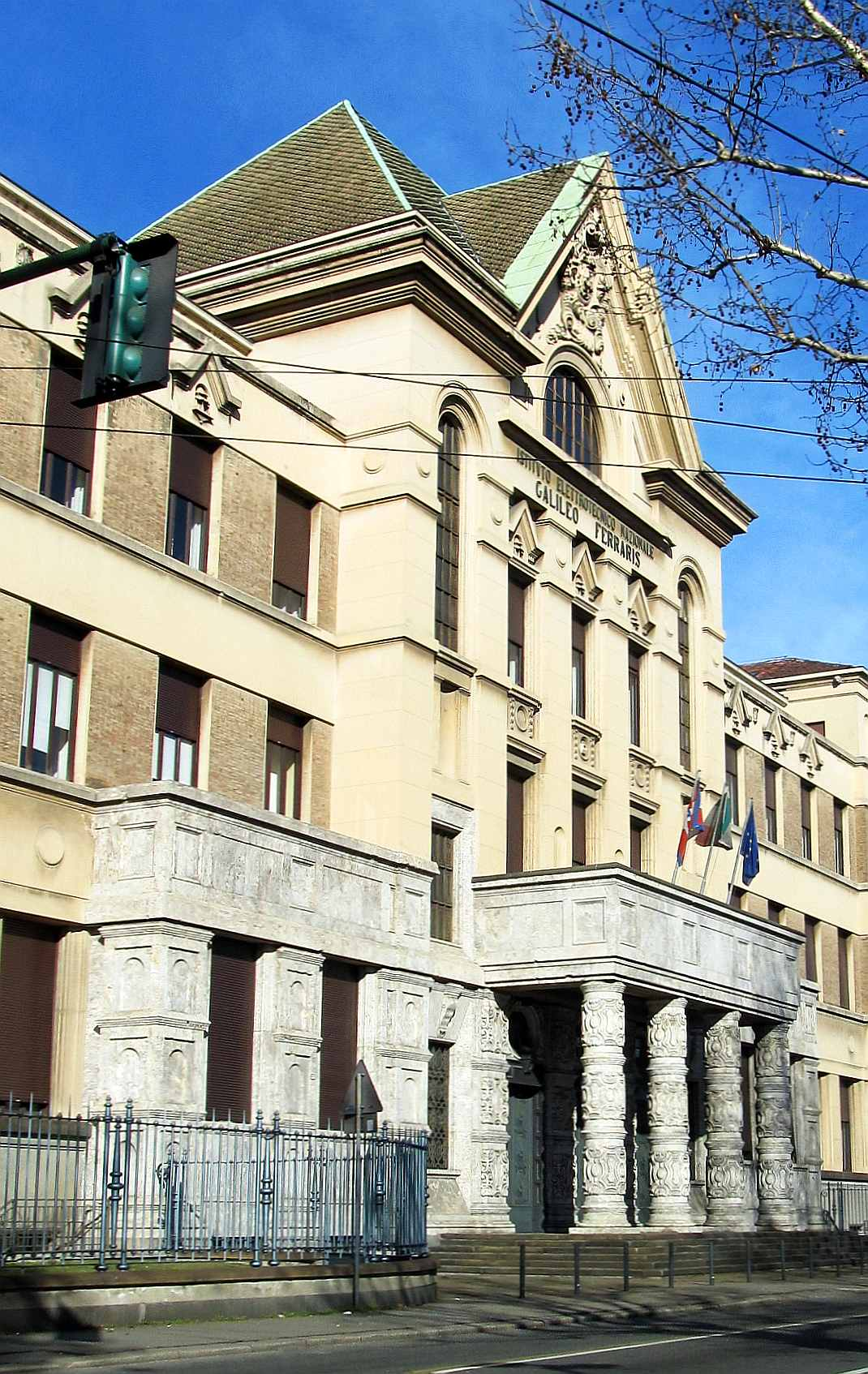
La storica sede di corso Massimo d'Azeglio (Torino)

L'Istituto elettrotecnico nazionale "Galileo Ferraris" (IEN) di Torino era un istituto di ricerca elettrotecnica. Oggi è parte dell'Istituto nazionale di ricerca metrologica. Era noto anche per la fornitura alla RAI del segnale orario ufficiale, terminata il 1º gennaio 2017.

## Storia

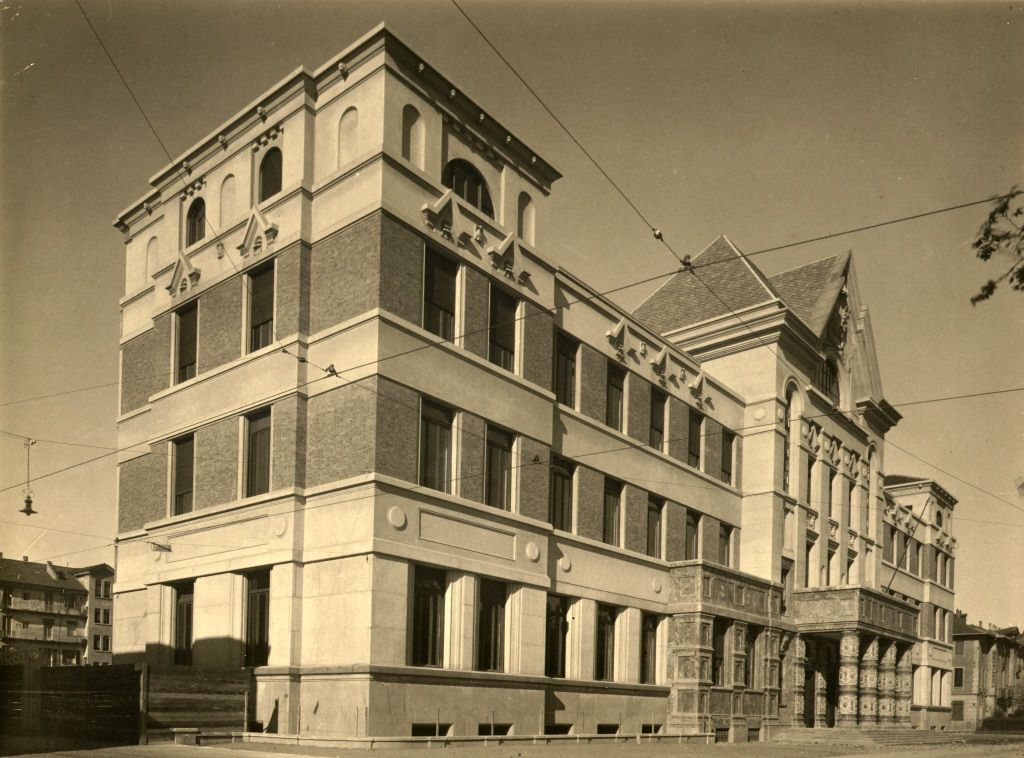
La sede dell'istituto in una foto di Mario Gabinio

La data della sua fondazione risale al 1934 (col nome Istituto elettrotecnico "Galileo Ferraris"), su progetto dell'architetto Eugenio Vittorio Ballatore di Rosana, e deve il suo nome all'ingegnere e fisico Galileo Ferraris.
Nel 1935 "l'istituto si è dotato di una biblioteca specializzata in elettrotecnica, misure elettriche, acustica, informatica, metrologia. (…) L'istituto conserva inoltre una collezione di strumenti ed apparecchi di grande interesse storico, provenienti dal Regio Museo industriale italiano di Torino e, in modo specifico, dalla prima scuola di elettrotecnica, fondata in Italia da Galileo Ferraris nel 1889".
Tale raccolta, comprendente oltre duecento pezzi e a suo tempo ordinata da Carlo Chiodi, evidenzia l'evoluzione dell'elettrotecnica e delle discipline derivate nel corso del XIX secolo e dei primi decenni del XX secolo.
Dal 1º gennaio 2006 l'IEN, insieme all'Istituto di metrologia "Gustavo Colonnetti" è parte dell'Istituto nazionale di ricerca metrologica, o INRiM.
Uno dei suoi dirigenti-ricercatori fu Sigfrido Leschiutta, tra le cui attività ci fu l'"Esperimento Leschiutta-Briatore" effettuato trasportando un orologio atomico a 3 500 metri s.l.m. sul Plateau Rosa e comparando l'ora da esso indicata con quello di uno sito a Torino, a 239 metri s.l.m.